# Nefropexia
Nefropexia é um procedimento médico cirúrgico realizado para fixar o rim em seu lugar anatômico.